# Alfredo Marino
Alfredo Marino (barrio de Almagro, Buenos Aires, 30 de enero de 1904 - ibídem, 21 de marzo de 1973) fue un guitarrista, cantor, compositor y actor argentino de cine y teatro durante la "época dorada de la cinematografía argentina".

## Actividad profesional

### Radio
En 1937 comenzó como Locutor de Radio Stentor, pero pronto fue convocado como locutor y actor por LR1 Radio El Mundo, convirtiéndose en parte del elenco estable. Trabajó en Arriando Ricuerdos, Qué Vida esta Señor, Peter Fox lo Sabía, El Cantar de Eladia Blasquez. el Glostora Tango Club, las obras radioteatrales Cumbres Borrascosas, Rebeca una Mujer Inovidable, con la compañía de Pedro López Lagar, la que luego las llevaría al teatro. Teatro de Sábado, Los cuentos del Viejo Varela, de Wimpi, Logra su mayor éxito en el ciclo Los Pérez García, donde tuvo el rol del Tío Juan. Llegó a ser director artístico de esa emisora por dos años, hasta fines de 1967.

### Teatro
Se desempeñó en 1935 como actor en la Compañía de Alberto Vacarezza intervino en las obras La fiesta de Juan Manuel y El cantar de los gauchos.
Se lució con diversos personaje dramáticos y cómicos. En Chile hizo las obras Hombre de Caligue Bajos (1962) y Los invasores (1963). 
Actuó con Jacinto Herrera, Nelly Meden, Dora Ferreiro, Marcos Zucker, Rogelio Romano, María Elena Sagrera, Dringue Farías, Tono Andreu, Inés Rey, Vera Laynes,  Nydia Caprari, Beba de Aguirre, Elcira Olivera Garcés y Luis Rodrigo
Participó en dos comedias musicales de Francisco Canaro e Ivo Pelay, La patria del tango de 1936, en el Teatro Buenos Aires, y Mal de amores en 1937, en el Teatro Politeama. En la obra del '36 actuaron figuras como Paquita Garzón, María Esther Gamas, Margarita Padín, Severo Fernández, Agustín Irusta, Roberto Fugazot y Roberto Maida.
En 1941 le siguió Cumbres borrascosas, estrenada en el Teatro Podestá de La Plata y en el Cine Teatro Fénix de la Av. Rivadavia 7802. con la Cía. Teatral de Pedro López Lagar.
Ya en 1950 hizo Filomena Marturano. Y al año siguiente, Panorama desde el puente, (siendo coproductor con López Lagar), obra de Arthur Miller.
Hizo la obra Coca cola en marcha en el Teatro Presidente Alvear en 1965. Formó un cuarteto teatral de cantores junto con  Alicia Quiroga, Fany Fisher y Franklin Caicedo.
Trabajó en compañías teatrales con Luis Sandrini, Libertad Lamarque, Pepe Arias, Imperio Argentina y Armando Bo.

### Cantor y autor
En 1922 a 1923, fue el primer cantor solista en subir al palquito del Café El Nacional de la calle Corrientes 974, aún angosta. Antes de este novedoso debut en este café solo actuaban las orquestas de señoritas y orquestas de tango instrumental. A fines del año 1922 y principios del 23 nació la modalidad del tango cantado. Paradojas de la vida, Francisco Alfredo Marino, en 1922, fue el primer cantor del Café "El Nacional" y Alberto Marino, en 1952, fue el último. Aunque Alberto tomó como seudónimo el apellido Marino, ya que en realidad su identidad era Vicente Alberto Marinaro. 
En 1924 formó dúo con Pablo Eduardo "PIRECA" Gómez y trabajaron en el cabaré Casino Pigall de la calle Maipú 340 y en el Café "El Nacional". Como se estilaba en la época el repertorio abarcaba desde el tango canción, pasando por el vals y las infaltables piezas criollas como gatos, chacareras, milongas, estilos, etc.
En 1925 se inició como músico al acompañar a importantes cultores de la canción como Marambio Catán.
En 1926 debutó en el Café Nacional de la calle Corrientes como solista o en dúo con Pablo Eduardo Gómez, con quien grabó discos en la marca Electra y cantó en el Casino Pigall.
En 1927 grabó tango y folcklore, con Pablo Eduardo Gómez, como el "Dúo Gómez-Marino", como cantantes y guitarristas, para el sello Electra: "AY QUE TORMENTO" (Gato), "DE MI TIERRA" (Zamba). "LA CARRETA" (Tango). "LA GUAINA" (Chacarera). "POBRE CORAZON" (Bailecito). "SON DECIRES" (Chacarera). 
El mismo año, forma el trío "ITURRALDE - MARINO - BARROSO de guitarras y acompañan al cantor MARAMBIO CATAN en el Cine-Teatro "REAL START " de Caballito, Cines "FLORIDA", "SAN MARTIN" y "PAURAMOUNT" de Capital Federal.
En 1928, el 24 de marzo, se estrena su tango "Golondrina", con música de Ernesto Natividad de la Cruz, en una obra teatral de la Compañía Artística de César A. Bourel y León Alberti.
En 1930, el 30 de diciembre, sale de gira con la orquesta de Carlos V. G. Flores y actúa en Santa Cruz de Tenerife, Isla de La Cruz, y Las Palmas de Gran Canaria, (Islas Canarias), Málaga, Madrid, Barcelona, Gijón Oviedo, y Bilbao, (España); y Tetuán, Marruecos, Ceuta en el norte de África. 
En 1931 Graba en España ya independizado de la orquesta de Carlos V. G. Flores y habiendo formando el dúo Héctor Morel-Francisco Marino. 
Grabó en dúo con Héctor Morel, para el Sello "La voz d su amo" (como se denominaba la RCA VICTOR en España). El disco doble faz incluya los temas folclóricos argentinos,: "El farol de los gauchos" (Zamba). "Por el camino" (Zamba). (VER DOCUMENTOS) POR EL CAMINO (Zamba) 
En 1932, como cantor solista se une a la Orquesta Típica "Palermo" presentándose en "Teatro Vital Aza de Málaga, cabaré "El Lido" de Madrid,  
A lo largo de su gira también actuó en el cabaré "Ideal Rosales", El Teatro "Guimeá" de Santa Cruz de Tenerife, el cabaré Alkazar Dancing de Madrid, etc. 
Otras giras en su carrera por Montevideo y Río de Janeiro.
Como autor creó los populares versos de El ciruja con música del bandoneonista  Ernesto de la Cruz, tema que se hizo conocido al ser cantado por Carlos Gardel. Con el tiempo sacarían otros temas como Cuarteando; Del pasado; (Milonga); El batidor; Un Cambio te biene Bien, (Milonga); Viejo Taura y Anochecer.

### Otras actividades
En 1946 integró la lista de La Agrupación de Actores Democráticos, durante el gobierno de Juan Domingo Perón, y cuya junta directiva estaba integrada por Pablo Racioppi, Lydia Lamaison, Pascual Nacaratti, Alberto Barcel, Luisa Vehil, Pascual Nacaratti, Alberto Barcel, Mangacha Gutiérrez, Horacio Torrado, Mario Giusti, Carlos Bellucci, Gustavo Cavero, Horacio Priani, Julio Bianquet, Domingo Márquez, José María Gutiérrez, Olga Vilmar, Ángel Magaña, Blanca Tapia, Liana Moabro y Domingo Mania.
Fue miembro activo en la Casa del Teatro.
En 1962 se desempeñó como Secretario Administrativo de la  Asociación Argentina de Actores, desde donde promovió la ley por la cual los actores hoy cobran por el trabajo realizado en los ensayos, que anteriormente no eran remunerados.

### Filmografía
- 1938: Turbión
- 1939: El Loco Serenata
- 1948: Pelota de trapo
- 1949: Su última pelea
- 1956: La muerte flota en el río
- 1950: Sacachispas
- 1968: Martín Fierro[9]